# Vysotskite
La vysotskite è un minerale.